# NGC 1110
NGC 1110 est une galaxie spirale barrée magellanique, vue par la tranche et située dans la constellation de l'Éridan. NGC 1110 a été découverte par l'astronome américain Francis Leavenworth en 1886.

## Caractéristiques
Sa vitesse par rapport au fond diffus cosmologique est de 1 116 ± 15 km/s, ce qui correspond à une distance de Hubble de 16,5 ± 1,2 Mpc (∼53,8 millions d'al).
À ce jour, 11 mesures non basées sur le décalage vers le rouge (redshift) donnent une distance de 20,136 ± 1,679 Mpc (∼65,7 millions d'al), ce qui est un peu à l'extérieur des valeurs de la distance de Hubble. Notons que c'est avec la valeur moyenne des mesures indépendantes, lorsqu'elles existent, que la base de données NASA/IPAC calcule le diamètre d'une galaxie et qu'en conséquence le diamètre de NGC 1110 pourrait être d'environ 14,1 kpc (∼46 000 al) si on utilisait la distance de Hubble pour le calculer.
La classe de luminosité de NGC 1100 est V et elle présente une large raie HI.
En raison d'une brillance de surface égale à 14,30 mag/am2, on peut qualifier NGC 1110 de galaxie à faible brillance de surface (LSB en anglais pour low surface brightness). Les galaxies LSB sont des galaxies diffuses (D) avec une brillance de surface inférieure de moins d'une magnitude à celle du ciel nocturne ambiant.

## Groupe de NGC 1084
NGC 1100 appartient au groupe de NGC 1084 qui compte au moins 14 galaxies dont les galaxies du catalogue NGC suivantes : NGC 988, NGC 991, NGC 1022, NGC 1035, NGC 1042, NGC 1047, NGC 1051 (=NGC 961), NGC 1052, NGC 1084, NGC 1110, et NGC 1140. Toutes ces galaxies, sauf NGC 1047 et NGC 1140, sont aussi mentionnées dans une liste publiée sur le site « Un Atlas de L'Univers » de Richard Powell. Powell emploie toutefois le nom de groupe de NGC 1052.